# Ștefan cel Mare (Călărași)
Ștefan cel Mare is een Roemeense gemeente in het district Călărași.
Ștefan cel Mare telt 3352 inwoners.